# Улица Некрасова (Великие Луки)
Улица Некрасова — улица в городе Великие Луки. Берет начало от правого берега реки Ловать в районе площади Ленина и идет на северо-восток до улицы Ботвина. Пересекается с улицей Карла Либкнехта, проспектом Ленина, улицей Льва Толстого, улицей Горной. В районе улицы Ботвина, улицу Некрасова пересекает Старореченский ручей, который протекает в трубе под дорогой.

## История
Вознесенская улица (изначально переулок) в правобережной части города известна с 1790 года. В 1921 году Вознесенская улица переименована в честь русского поэта Николая Алексеевича Некрасова.

## Здания и сооружения
Четная сторона

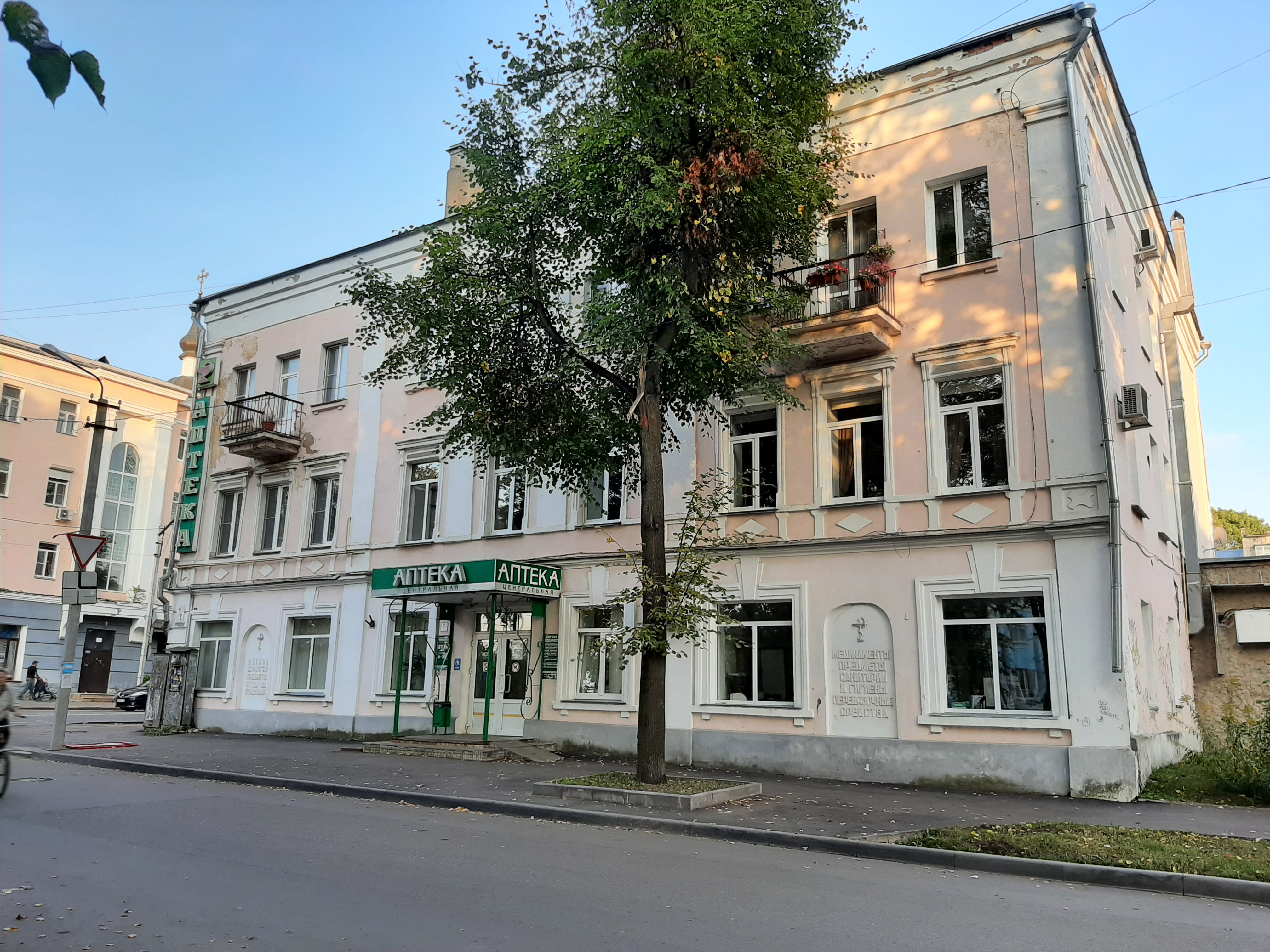
Ул. Некрасова 4. Центральная аптека. Бывший особняк купца Вязьменского

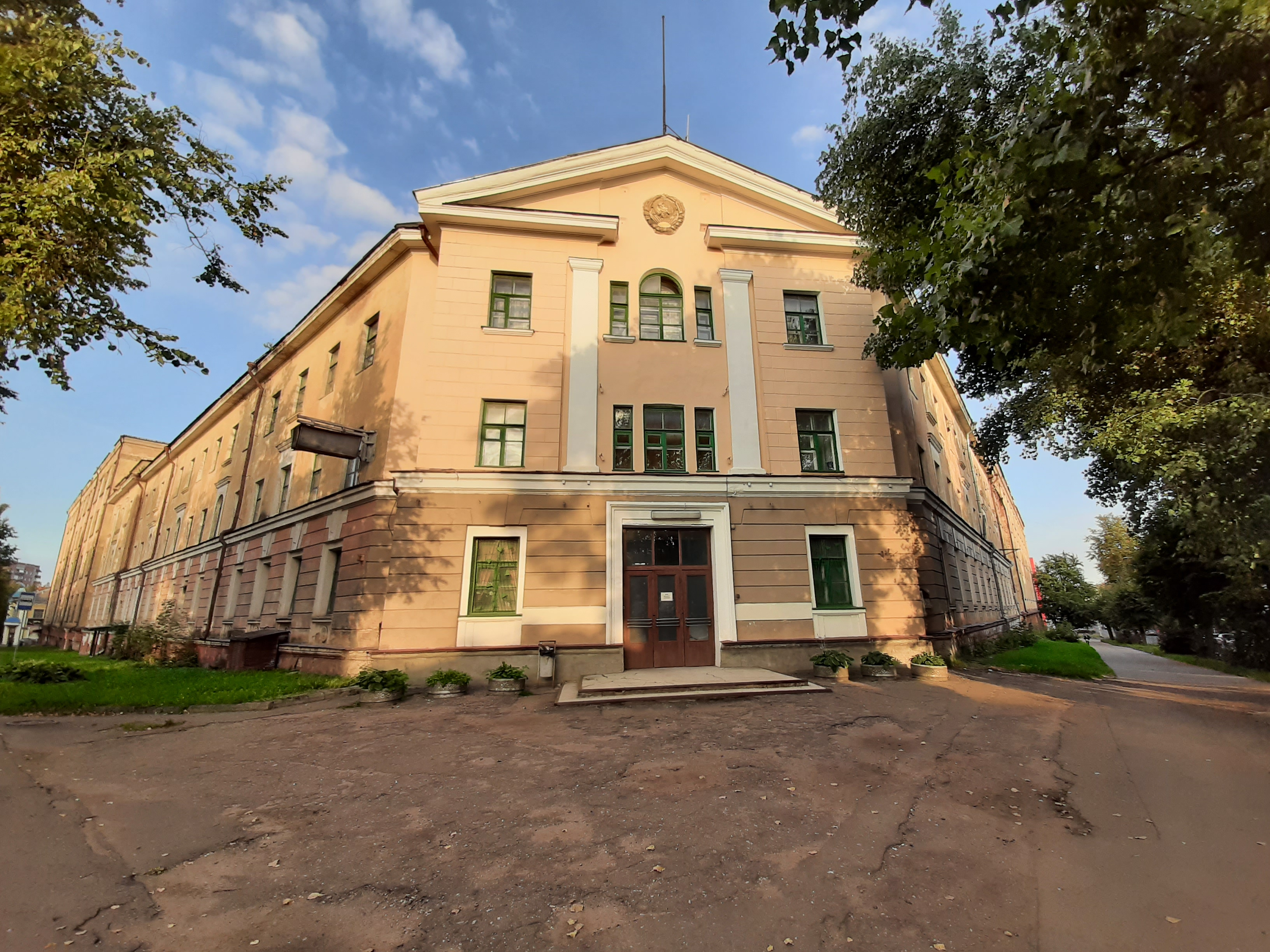
Административное здание бывшего радиозавода

- Дом купца Вязьменского (ул. Некрасова, 4/2) — изначально двухэтажный купеческий особняк построен в XIX веке. Здание сильно пострадало во время ВОВ. После войны восстановлено, надстроен третий этаж. В настоящее время в здании на первом этаже располагается Центральная аптека[1][2].
- Аптекарский дом (ул. Некрасова, 8) — изначально двухэтажное здание построено в первой половине XIX века. На первом этаже здания располагалась частная аптека Селиной. После революции надстроен третий этаж. Здание пострадало во время войны, восстановлено в 1940-х годах. В настоящее время в здании располагается Центр стандартизации и метрологии[3].
- Великолукский радиозавод (ул. Некрасова, 18/7) — трёхэтажное административное здание бывшего радиозавода. Построено в 1950-х годах. До 1957 года в здании размещалось управление КГБ по Великолукской области. В 2013 году начато переоборудование бывшего заводского здания в торговый центр[4].

Нечетная сторона

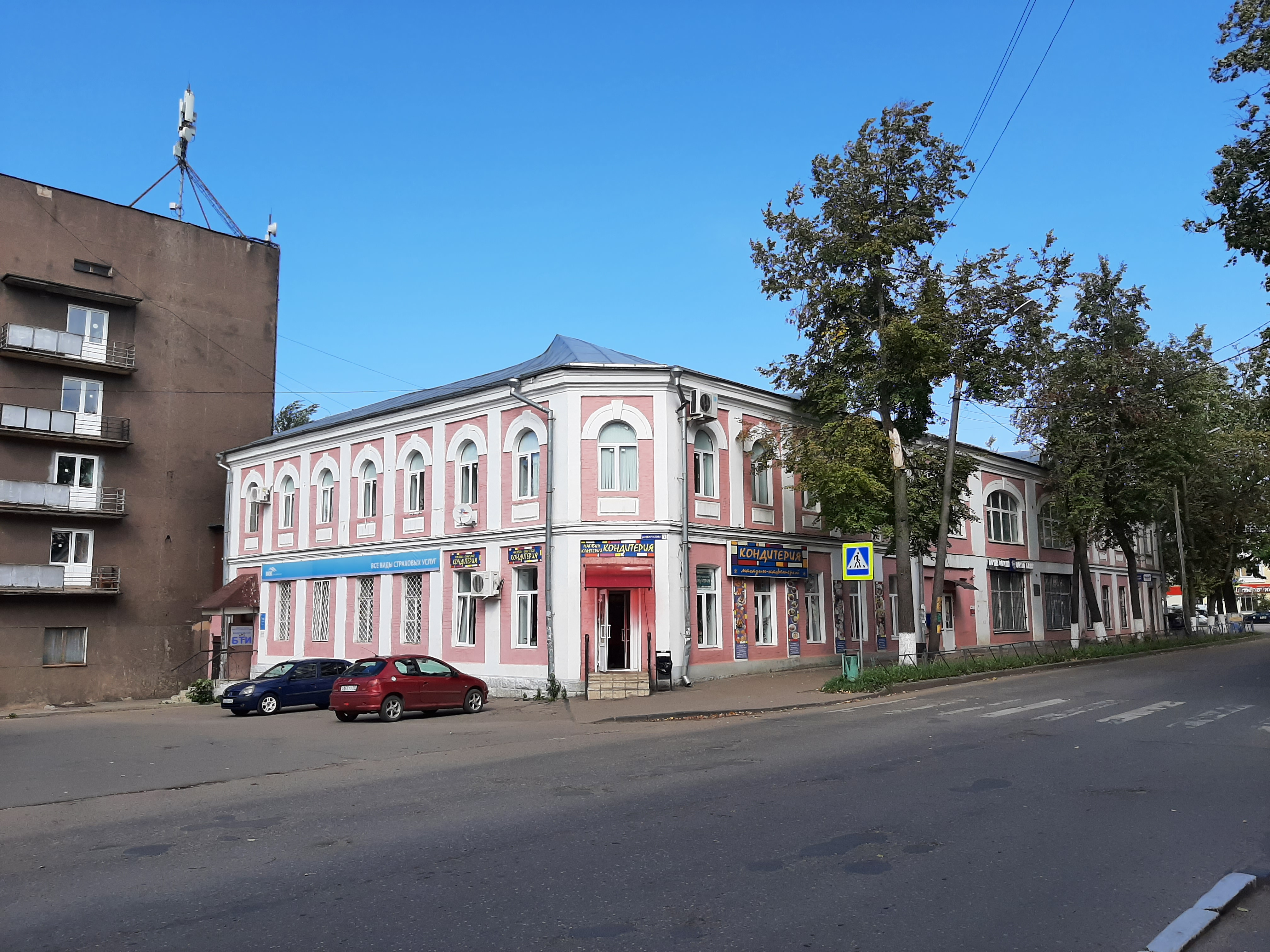
Здание старой почтово-телеграфной конторы

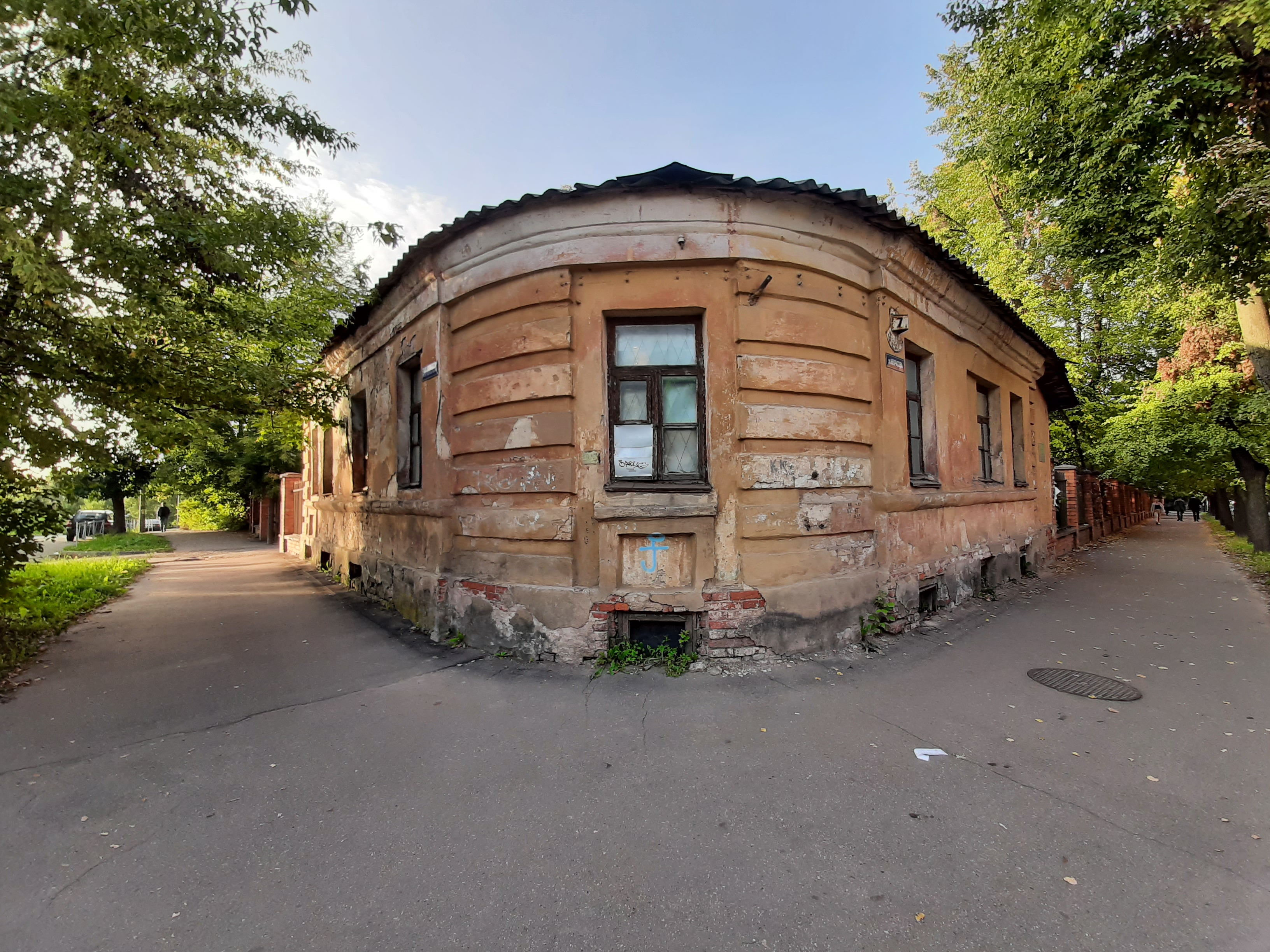
Круглый дом

- Почтово-телеграфная контора (ул. Некрасова, 1) — двухэтажное здание, в котором разместились почта и телеграф, построено в 1913 году. В 1920-х годах здание было расширено и реконструировано. Восстановлено после ВОВ и до сих пор используется по первоначальному назначению. На первом этаже размещается почтовое отделение № 13. 10 июля 1997 года на втором этаже открыт Областной музей почтовой связи[5][6].
- Торгово-офисный центр (ул. Некрасова,3/31) — изначально здание Государственного банка СССР, построено в 1930-х годах. В 1958 году здание было восстановлено после войны и передано текстильной фабрике.
- Детский санаторий «Великолукский» (ул. Некрасова, 5/4) — создан в 1957 году[7].
- Кожно-венерологический диспансер (ул. Некрасова, 9)[8].
- Круглый дом (ул. Некрасова, 7/5) — построен в 1778 году, название получил из-за своей формы. Здание находится на территории кожно-венерологического диспансера в заброшенном состоянии и в настоящий момент не используется.
- Детский сад № 5 «Дюймовочка» (ул. Некрасова, 15)[9].
- Детский сад № 5 комбинированного вида (ул. Некрасова, 19А)[9].

## Достопримечательности

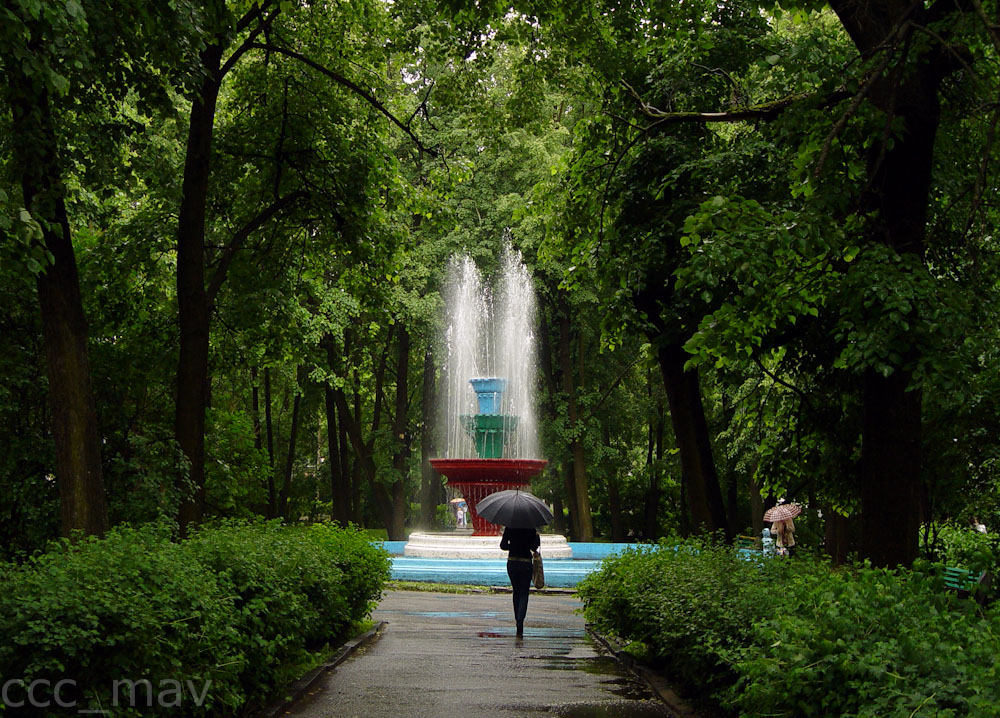
Цветной фонтан «Колос»

- Бюст М. П. Мусоргского — расположен на нечётной стороне улицы, в сквере перед зданием Детской музыкальной школы. Торжественное открытие состоялось 13 мая 1993 года. Автор: скульптор В. Х. Думанян[10].
- Цветной фонтан «Колос» — первый цветной фонтан в городе. Расположен на нечётной стороне улицы, в сквере на площади Ленина. Автор: А. К. Логинов. Открыт 1 мая 1949 года, реконструирован в начале 1970-х годов[11].
- Памятный знак «Город сегодня» — расположен на пересечении улицы Некрасова и проспекта Ленина.

## Транспорт
По улице Некрасова от улицы Карла Либкнехта до улицы Ботвина проходят маршруты общественного транспорта:
- Автобус № 9к, 15, 118
- Маршрутное такси № 3, 4, 19